# Vil·la Popea
La Vil·la Popea (en llatí Villa Poppaea) és una vil·la romana situada al peu del Vesuvi, prop de Nàpols, al sud d'Itàlia, que data dels primers temps imperials.
La vil·la és una gran estructura situada a l'antiga ciutat romana d'Oplontis (la moderna Torre Annunziata), a uns deu metres per sota del nivell actual. Va ser propietat de l'emperador Neró i utilitzada per la seva segona esposa, Popea Sabina, com la seva residència principal quan no era a Roma. Segons Suetoni, Neró havia matat Popea l'any 65 d'un cop de peu a l'abdomen quan es trobava al final de l'embaràs.
La vil·la, com a part de les excavacions d'Oplontis, fou declarada Patrimoni de la Humanitat per la Unesco el 1997, juntament amb Pompeia i Herculà. Actualment està regentada per la Soprintendenza Speciale per i Beni Archeologici di Napoli e Pompei.

## Història
La Vil·la Popea, en un primer moment anomenada «Vil·la A», va ser excavada per primer cop el segle xvii amb resultats desiguals, però se'n va produir una recuperació més àmplia i sistemàtica a partir de 1968; es tracta d'una vil·la residencial d'oci en la qual, però, hi ha sales dedicades a la producció de vi i d'oli. La vil·la data del 39 aC i va ser ampliada a l'època de la dinastia Júlio-Clàudia. Es va atribuir a Popea Sabina, esposa de Neró, per la inscripció trobada en una àmfora que anava dirigida a ella. L'evidència arqueològica suggereix que, en el moment de l'erupció del Vesuvi el 24 d'agost de l'any 79, la casa no estava habitada i es trobava en procés de reconstrucció i decoració, possiblement arran del terratrèmol de l'any 62. Tots els objectes varen ser trobats apartats en algunes habitacions.
Fins ara, la vil·la no ha estat totalment excavada i l'única àrea que ha vist la llum correspon a la part oriental, mentre que l'entrada principal i la part oest estan pendents de recuperació, cosa que es veu dificultada per la presència d'una carretera moderna i un edifici militar.

## Estructura
| 01-Atri              | 02-Cuina       |
| 03-Caldari           | 04-Tepidari    |
| 05-Saló 1            | 06-Triclini    |
| 07-Cubiculum         | 08-Saló 2      |
| 09-Galeria           | 10-Peristil    |
| 11-Passadís          | 12-Oecus       |
| 13-Piscina           | 14-Hostatgeria |
| 15-Viridarium        | 16-Saló 3      |
| 17-Saló 4            | 18-Saló 5      |
| 19-Passadís vestidor | 20-Latrina     |
| 21-Peristil          | 22-Larari      |
| 23-Propileu          | 24-Jardí       |

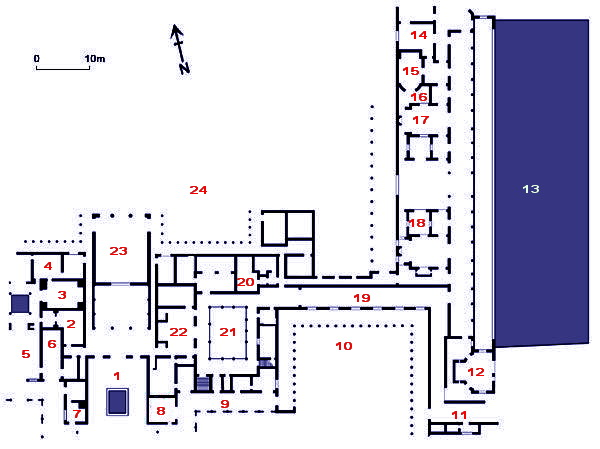
Planta de la Vil·la Popea

La distribució de la vil·la és molt complexa, fruit de diverses ampliacions. A més, les parts que encara falten per descobrir a la banda de ponent deixen algun dubte pendent sobre les respectives funcionalitats de cada cambra i secció.
La vil·la consta de dues grans estructures –la més antiga en direcció est-oest i una de posterior en direcció sud-nord – que formen una "L" al voltant d'un jardí que feia també les funcions d'hort.
L'estructura est-oest tenia la façana principal orientada al sud, de cara al mar –que ara s'ha retirat–, i una façana monumental de factura posterior a la façana nord, de cara al jardí. Aquí se situa la zona termal, els accessos, la zona de servei i una zona d'enllaç entre les estances originals i l'ampliació que corre en direcció sud-nord.
L'estructura sud-nord té el jardí/hort situat a la banda de ponent i una gran piscina que corre paral·lela al llarg del costat de llevant. Té una zona d'estances al sud i una galeria davant la piscina que dona accés a una filera d'habitacions combinades amb viridariums (vergers, hortets) que decoren i aporten llum a les habitacions i als salons.

### Jardí
Al nord hi havia un gran jardí, on es varen trobar algunes escultures de marbre i on s'han reconstruït els models de les arrels dels grans arbres que hi havia, principalment oliveres, però també magraners o baladres. Al costat de cadascuna de les antigues arrels, s'ha plantat un arbre de la mateixa espècie.
L'accés actual a l'interior de la vil·la es fa per aquesta banda, si bé en la configuració original aquest era un espai interior.

### Zona termal
La zona termal consta, a més, d'un gran saló, el triclini i un cubiculum al voltant de dos petits patis que aportaven llum a les estances.
| Estança   | Núm. | Descripció | Imatges                                     |
| --------- | ---- | --- | ------------------------------------------- |
| Caldari   | 03   | Com a les grans mansions dels personatges acomodats, la vil·la comptava amb instal·lacions termals pròpies. Les pintures que el decoren són del segon estil pompeià, amb columnes de fust fi contra les quals descarreguen uns arquitraus a la part central de la paret. La part superior està dividida amb elements arquitectònics de caràcter ornamental dins dels quals hi ha uns quadres de paisatges i figures humanes, juntament amb altres quadres de grans dimensions copiats d'originals grecs. El quadre central representa Hèrcules al jardí de les Hespèrides. | Caldari                                     |
| Tepidari  | 04   | La sala tèbia de les termes està decorada amb frescos negres i vermells del quart estil pompeià. Als grans panells situats a la part central de la paret hi ha uns petits quadres amb ocells picant fruita. A la part superior s'observen uns dibuixos d'edificis esquemàtics, d'un cert aire fantàstic però que es basen en l'arquitectura real. |                                             |
| Cuina     | 02   | La cuina tenia una àrea de fogons situada a la paret nord i feta d'obra, amb una mena de fornícules per guardar-hi la llenya. A la paret sud hi ha un altell probablement utilitzat com a cambra per allotjar-hi el servei. | Cuina                                       |
| Saló      | 05   | Es tracta d'un luxós saló del qual només en resta una paret amb un fresc de grans dimensions del segon estil pompeià, d'un alt realisme i plagat de trompe-l'oeils. S'hi representa un santuari d'Apol·lo, divinitat simbolitzada mitjançant un trespeus de l'oracle de Delfos. Es troba al mig d'arbres i matolls darrere d'un arquitrau i una porta oberta enmig de dues columnes enfilades sobre un podi. El fresc està inspirat en l'estil hel·lenístic i en les escenografies teatrals i compta amb figures de qualitat com ara paons i màscares teatrals, combinades en una complexa estructura decorativa. A la paret sud hi havia un gran finestral que donava al mar. Els finestrals varen deixar un buit que ha permès crear-ne una reproducció en ciment. | Saló                                        |
| Triclini  | 06   | Al triclini hi destaca el mosaic amb figures rombals policromes. Les parets estan decorades en el segon estil pompeià, amb la representció d'estructures arquitectòniques d'un gran realisme. Sobre un podi s'aixequen columnes de marbre o envoltades de sarments metàl·lics. Al centre de les parets laterals apareixen uns templets de planta circular acabats en cúspide, amb estàtues de divinitats femenines a l'interior i columnates en perspectiva. A la paret del fons (la paret nord) s'hi veu un jardí darrere d'una tanca. Sobre la columna hi ha l'estàtua d'una deessa. En aquesta paret hi destaca un fresc exquisit amb la imatge d'una panera de figues d'un realisme molt notable.                                                                | Pintures al triclini · Pintures al triclini |
| Cubiculum | 07   | Es tracta d'una petita estança, probablement dedicada als servents directament vinculats a l'atenció del triclini i de les habitacions principals. Els llits estaven situats en uns espais buidats al gruix de la paret. Les pintures pertanyen al segon estil pompeià i són molt similars a les del saló descrit anteriorment: efectes òptics, falses columnes darrere de les quals s'amaguen paisatges de somni, panells marmoris simulats… | Pintures al Cubiculum                       |

### Zona d'accés
Actualment, s'accedeix a la vil·la des del jardí/hort, entrant per un gran saló amb columnes, similar a un propileu, obert cap al jardí i que ben bé podria tractar-se d'un gran menjador. Formant un bloc en direcció sud, a continuació trobem un petit jardinet amb una font circular al centre, un espai de distribució que enllaça la zona termal, la zona de serveis centrada en un petit peristil i l'ampli atri i el seu impluvium.
| Estança  | Núm. | Descripció | Imatges           |
| -------- | ---- | --- | ----------------- |
| Atri     | 01   | L'accés original es feia pel sud, des de l'atri, just a l'extrem oposat de l'accés actual. En aquest espai avui dia transcorre un canal d'aigua artificial que es va construir per aprofitar l'aigua del Sarno per moure els molins de Torre Annunziata. L'atri és un immens saló de més de 10 metres d'amplada i quasi 12 de llarg, amb un gran impluvium (cisterna) i el corresponent compluvium al sostre, que es troba a uns 5 metres d'alçada. Està pavimentat amb mosaics i els frescos de les parets són del segon estil, del segle i aC, i es considera que són del mateixos artístes que van treballar a Boscoreale. Les pintures simulen una decoració amb portes, columnes i, fins i tot, escaires que simulen entrants a la paret, quan realment tot està en un sol pla. Aquestes pintures realistes, amb gran sentit de la perspectiva, aconseguien eixamplar el límit físic de la sala. Alguns elements són mostres molt espectaculars de la tècnica del trompe-l'oeil, com la torxa que descansa sobre els esglaons d'una escala fictícia o els caps de persones dins d'unes peces circulars (imagines clipeatae) a la paret oest. | Pintures a l'atri |
| Propileu | 23   | Aquest saló i les galeries porxades que l'envolten al llarg de tota la façana nord de la vil·la són un afegit posterior al període constructiu inicial. Va ser probablement un menjador de grans dimensions, probablement per a estades estiuenques. El terra és de mosaic blanc i negre, amb unes senzilles sanefes amb motius vegetals. Les parets no tenen cap revestiment, potser perquè estava pendent de decoració quan es va produir l'erupció; de fet, aquest saló contenia moltes columnes emmagatzemades que provenien d'altres parts de la vil·la. Les galeries que es troben a banda i banda d'aquest saló estan pintades en el quart estil pompeià, amb panells vermells i grocs. | Propileu          |

### Zona de servei
Un peristil petit, dins del qual hi ha un viridarium, és una peça que complementa el larari, un espai senyorial de culte. Alhora que decora i dona llum, fa funcions de distribució entre diverses estances molt senzilles utilitzades per al servei, com a magatzems i per allotjar-hi la latrina.
| Estança  | Núm. | Descripció | Imatges  |
| -------- | ---- | --- | -------- |
| Peristil | 21   | Representa un espai porxat que allotja al centre un viridarium o jardí interior que aporta llum a les estances de la planta baixa i el primer pis, al qual s'accedeix des d'una escala que arranca d'aquest peristil. Al seu voltant hi ha diverses estances per al servei, decorades amb panells d'estries negres i grises.                                                   | Peristil |
| Larari   | 22   | Aquest espai de culte és on estaven col·locats els lars, les divinitats protectores de la casa i la família. Les imatges que eren objecte de culte solien ser petites imatges de marbre o bronze i se situaven en un petit altar dins d'una fornícula a la paret oest. La decoració és del quart estil, de fons blanc, amb subtils elements decoratius inspirats en la natura. | Larari   |
| Latrina  | 20   | Al terra de l'estança hi ha un petit canal, revestit d'opus signinum per fer-lo impermeable, que s'utilitzava per netejar les instal·lacions; era alimentat per l'aigua d'un dipòsit en forma de safreig que es troba a l'entrada de la sala. Sobre d'aquest rec i muntada a les parets, hi havia una estructura de fusta amb forats que permetia asseure's i evacuar.         | Latrina  |

### Zona d'enllaç
Entre la part més antiga de la vil·la, que té l'atri com a centre, i l'estructura més moderna que transcorre en direcció sud-nord al costat de la piscina, trobem un impressionant passadís amb funcions de vestidor i dues zones senyorials orientades al mar: el gran peristil i una galeria amb els dormitoris.
| Estança           | Núm. | Descripció | Imatges           |
| ----------------- | ---- | --- | ----------------- |
| Passadís vestidor | 19   | És l'enllaç entre la part principal de la vil·la i la zona de la piscina. Es tracta d'una peça d'unes dimensions magnífiques, tant d'ample com d'alçada. El terra és fet d'opus signinum, un conglomerat de trossos de terrissa esmicolada i calç que dona un efecte impermeabilitzant. Compta amb bancs de pedra a les parets i grans finestres al sud que donen al gran peristil. El sostre està format per un entramat de bigues amb un cel ras format per panells decorats amb frescos del quart estil pompeià. Va ser reconstruït acuradament, ja que s'havia enfonsat, i hi té un particular interès la rica imatgeria que recorda una decoració similar a la Domus Aurea de Neró, a Roma. Els motius són figures geomètriques concèntriques amb garlandes i elements vegetals, combinat amb petits animals, caps de Medusa i petits quadres. No és difícil imaginar com aquesta sala sumptuosa augmentava l'impacte visual de la gran piscina. | Passadís vestidor |
| Galeria           | 09   | Enllaça la zona de l'atri –l'accés original de la vil·la– amb el peristil, recorrent tota la façana sud, que donava al mar. Dona accés a un seguit d'habitacions de decoració sòbria que, igual que la galeria, estan decorades amb frescos del quart estil pompeià amb fons vermell o blanc, cosa que denota que, tot i estar dins del cos original de la vil·la, són més modernes. La galeria compta amb panys de paret intercalats amb grans obertures amb muntants de fusta que tenien algun tipus de tancament per protegir les habitacions de les inclemències metereològiques. | Galeria           |
| Saló principal    | 08   | Situada al costat de l'atri, just al començament de la galeria, aquesta va ser una de les estances més belles de la vil·la: probablement es tractava de l'oecus, o sala dels banquets. Les seves parets estan completament cobertes amb frescos, i es podia tenir una bona vista sobre el mar, que en l'època romana estava més a prop que avui en dia. El terra és de mosaic blanc, amb una vora negra al voltant de les parets i amb marbre inserit de diferents colors; un terra similar al que es pot trobar a la Vil·la dels Misteris de Pompeia, per exemple. Les fines pintures murals mostren una àmplia gamma de colors tènues i contribueixen a crear un efecte global d'amplitud. Els frescos pertanyen al segon estil pompeià i, tot i tenir una estructura similar al d'altres salons –representació arquitectònica amb columnes, arquitrau, etc.–, aquí hi apareixen detalls pictòrics de gran valor, com una font de vidre amb magranes, un pastís sobre un centre de taula i una cistella de fruites coberta per un delicat tul que la protegeix dels insectes. | Saló principal    |
| Peristil          | 10   | És un gran pòrtic de tres grans cares (porticus triplex) que allotja un altre viridarium o jardí per a l'oci. Les columnes, pintades de blanc, són cilíndriques a la part inferior i estriades a la meitat superior. Les parets estan pintades segons el quart estil pompeià, amb fons vermell a la part baixa de la paret i blanc a la part superior, als arquitraus, amb subtils figures geomètriques i moltes figures animals i caps de Medusa. S'han plantat llorers als tres costats, ja que és l'arbust que es pensa que era present en el moment de l'erupció. | Peristil          |

### Zona de la piscina
L'estructura més moderna de la vil·la s'estén en direcció sud-nord al llarg d'una gran piscina, amb una galeria que la connecta a una sèrie d'estances i petits jardins interiors.
| Estança     | Núm. | Descripció | Imatges     |
| ----------- | ---- | --- | ----------- |
| Galeria     | -    | Una llarga galeria porxada i profusament decorada segons el quart estil pompeià, amb fons blanc i imatges similars a les del peristil –petits animals, quadres amb paisatges i garlandes vegetals–, corre paral·lela a la piscina i dona accés a un saló mitjà, a l'hostatgeria i als viridariums. | Galeria     |
| Piscina     | 13   | La piscina és la darrera ampliació que es va fer a la vil·la. Fa 61 x 17 metres, amb una inclinació cap al sud per facilitar la circulació de l'aigua. La piscina estava situada enmig de la natura, vora el camp obert, voltada de prats i arbres com ara plàtans, baladres i llimoners, tal com han identificat diversos estudis paleobotànics. Complementàriament, es varen trobar pilars per a escultures de marbre, còpies romanes d'originals grecs, que donaven al conjunt un ambient de luxe i tranquil·litat.                                                                        |             |
| Hostatgeria | 14   | De les diferents habitacions que donen a la galeria, en destaca un grup situat a l'extrem nord, amb una gran senzillesa decorativa. Aquest fet i la seva ubicació al punt més allunyat de la part central de la residència fa pensar que eren habitacions per a convidats que passaven temporades a la vil·la. | Hostatgeria |
| Viridarium  | 15   | A més dels grans jardins de la part nord i del peristil, en aquesta nova edificació es van construir uns petits patis interiors per situar-hi uns viridariums que aportaven llum, decoració i frescor. La decoració mural reproduïa els elements vegetals existents en la realitat. Les parets estan ornamentades amb una vegetació exuberant inspirada en un realisme propi del segon estil pompeià, on s'aprecien ocells i fonts que n'enriqueixen la decoració. La seva forma peculiar apunta a una data posterior a la de les habitacions entre les quals està situat aquest petit jardí. | Viridarium  |